# Myrmica punctiventris

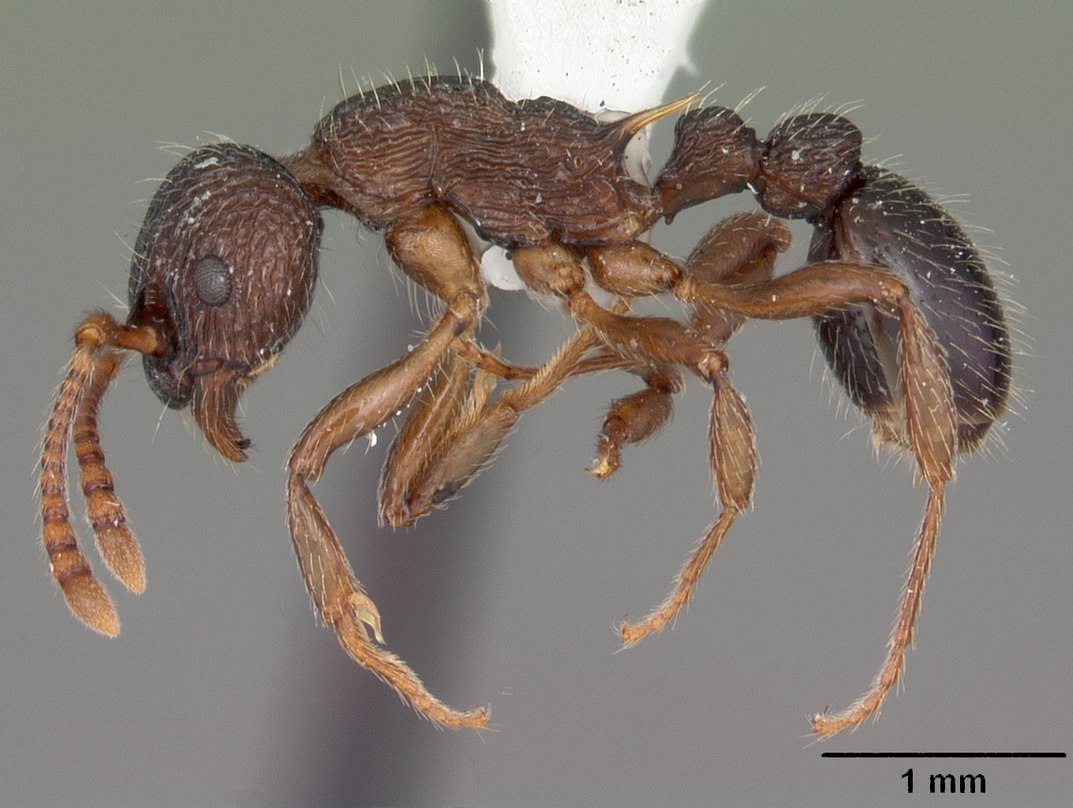
Рабочий Myrmica punctiventris, вид сбоку

Myrmica punctiventris (лат.) — вид мелких муравьёв рода мирмик (подсемейство мирмицины) длиной около 4—5 мм. Встречаются лиственных лесах в восточной части Северной Америке — в США и Канаде. Муравейники маленькие и находятся в почве под подстилкой, мхами или камнями, в желудях и иногда в древесных фрагментах. 

## Распространение и экология
Обитает в Северной Америке — в США и Канаде. Наиболее часто собираемый представитель из видовой группы punctiventris, появляется в первую очередь как обитатель леса, связанный с биомом восточного лиственного леса. Этот вид был обнаружен в различных лесных местообитаниях: лаврентийский клён, смешанные лиственные породы, смешанные сосны, дубы, дубово-гикориевые и смешанные насаждения. Известны находки на болотах в Мичигане. От сухих до влажных условий M. punctiventris представляется наиболее благополучным в средних частично открытых лесах.

## Описание
Мелкие коричневатые муравьи. Голова субпрямоугольная с выпуклыми сторонами; преокципитальный край прямой, углы широко закруглённые. Глаза маленькие, выпуклые, субовальные, расположены немного впереди середины боковых сторон головы. Передний край наличника угловатовыпуклый; боковые края тонкие и плоские, с 1-3 короткими морщинками. Сверху фронтальные лопасти слабо развиты латерально над местом прикрепления усиков, имеют приблизительно треугольную или углововыпуклую форму; задний край немного уже и оканчивается килем, переходящим в дорзум головы. Усики рабочих и маток 12-члениковые: места прикрепления довольно мелкие; скапус короче длины головы; в профиле основание равномерно изогнуто, дорсо-вентрально уплощён со слабой дорсальной вогнутостью; в дорсальном виде ширина стержня правильная вдоль его оси. 3—5-й членики жгутика усика равны по размеру длине, остальные длиннее ширины; вершинная булава состоит из 4 члеников.
Петиоль и постпетиоль морщинистые. Брюшко гладкое и блестящее; первый сегмент с крупными круглыми точками. Длинные торчащие волоски на теле умеренно обильные; полуотстоящие на скапусе. Верх брюшка без отчётливого опушения. Общий цвет тела от светлого до тёмно-красновато-коричневого; брюшко темнее; придатки светлее или более желтоватые.
Матки в основном похожи на рабочих по форме головы, характеру скульптуры, окраске и опушенности тела, но со следующими обычными кастовыми различиями: присутствуют три оцеллия; мезосома модифицирована для полета; размер тела больше. Скульптура более грубая на задней половине дорзума головы, на петиоле и постпетиоле. У самцов ещё более крупные глаза, но мелкие жвалы, тело буровато-чёрное, 13-члениковые усики.
Муравейники маленькие и находятся в почве под подстилкой, мхами или камнями, в желудях и иногда в древесных фрагментах. Также обнаружены (Wesson, 1940) гнёзда, у которых входы увенчаны башенками из необработанного картона.
В муравейниках обнаружены социальные паразиты вида Myrmica semiparasitica.
В 1996 году были обнаружены межпопуляционные различия в социальной структуре Myrmica punctiventris. Популяции Вермонта имели моногинные и полидомные колонии с простой внутриколониальной генетической структурой и распределением по полу, смещённым в сторону самок. Напротив, Нью-Йоркские популяции имели факультативно полигинные и в основном монодомные колонии с более сложной внутриколониальной генетической структурой, сильной популяционной вязкостью и распределением по полу, смещённым в сторону самцов. Манипулируя условиями в популяции экспериментально продемонстрировано, что добавление пищи вызывало изменения в социальной структуре этого вида муравьёв. Наиболее неожиданным было резкое снижение родства, которое могло быть результатом либо увеличения текучести маток, либо увеличения смешения между колониями.

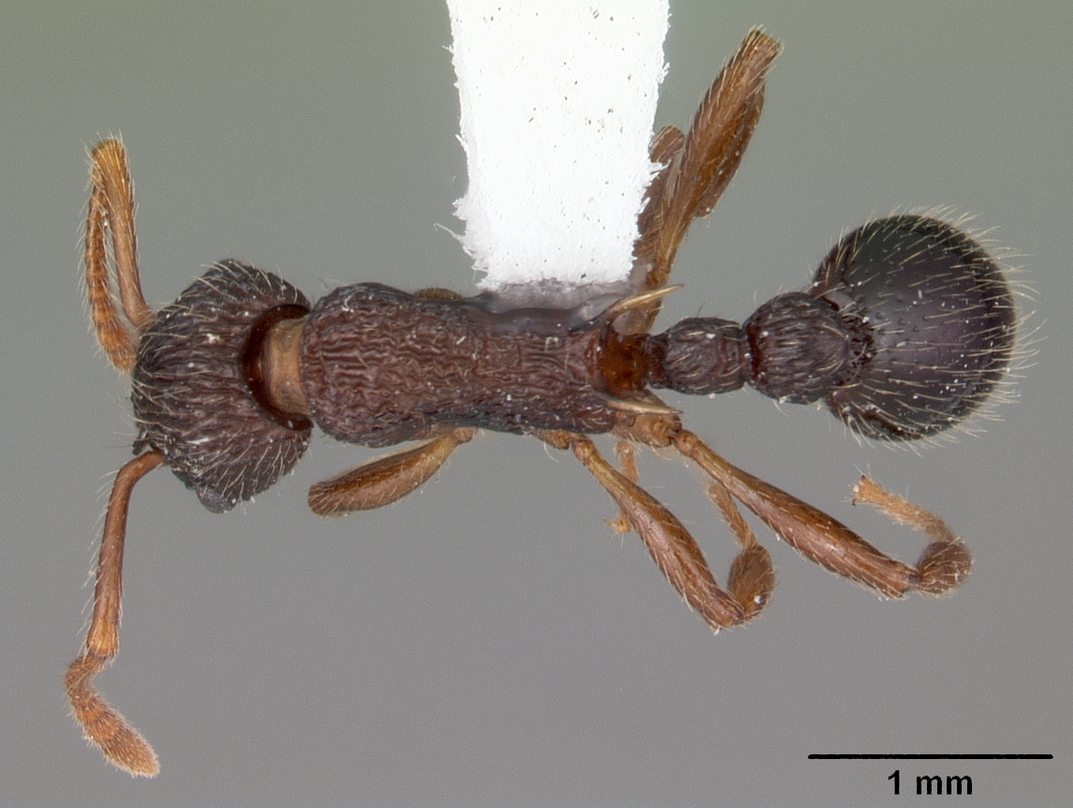
Вид сверху

## Систематика
Вид впервые был описан в 1863 году немецким мирмекологом Юлиусом Рогером. Включён в группу punctiventris group, где близок к Myrmica pinetorum, отличаясь следующим: в среднем более крупная и грубая скульптура, лобные доли менее развиты и меньший контраст между максимальной и минимальной шириной, более длинные скапусы усиков и шипы.